# Claude Joseph Lambert Brusset
Pour les articles homonymes, voir Brusset.
Claude Joseph Lambert Brusset (17 septembre 1774, Gray - 6 août 1832, Cult) est un militaire et homme politique français.

## Biographie
Entré comme sous-lieutenant dans le régiment dauphin-cavalerie en 1791, il émigre, l'année suivante, avec la plupart des officiers de ce corps, fait toutes les campagnes de l'armée des princes et reçoit, le 8 avril 1800, le brevet de capitaine.
Rentré peu de temps après en France, il est nommé, en 1812, conseiller d'arrondissement de Gray, puis conseiller général. En 1815, il devient maire de Gray, et use de son crédit pour obtenir la réduction des charges occasionnées par la présence des troupes étrangères.
Le 22 août de la même année, il est élu député par le collège de département de la Haute-Saône. Il appuie constamment de son vote les projets du gouvernement. Non réélu en 1816, il n'obtient un nouveau mandat que le 25 février 1824, dans le 1er arrondissement de la Haute-Saône (Gray), puis le 17 novembre 1827, dans la même circonscription.
Il continue à se montrer dévoué à la politique du gouvernement, qui récompense son zèle par la place de sous-préfet de Gray, le 29 juin 1828. À la révolution de Juillet, Brusset se retire dans son domaine de Cult près de Marnay, et y meurt peu de temps après. Il est chevalier de Saint-Louis.
Il est anobli par lettres patentes du 22 juin 1816.
Il est le beau-père de Honoré de Cathelineau, zouave pontifical et fils de Jacques-Joseph de Cathelineau.